# Li Cheng (pintor)

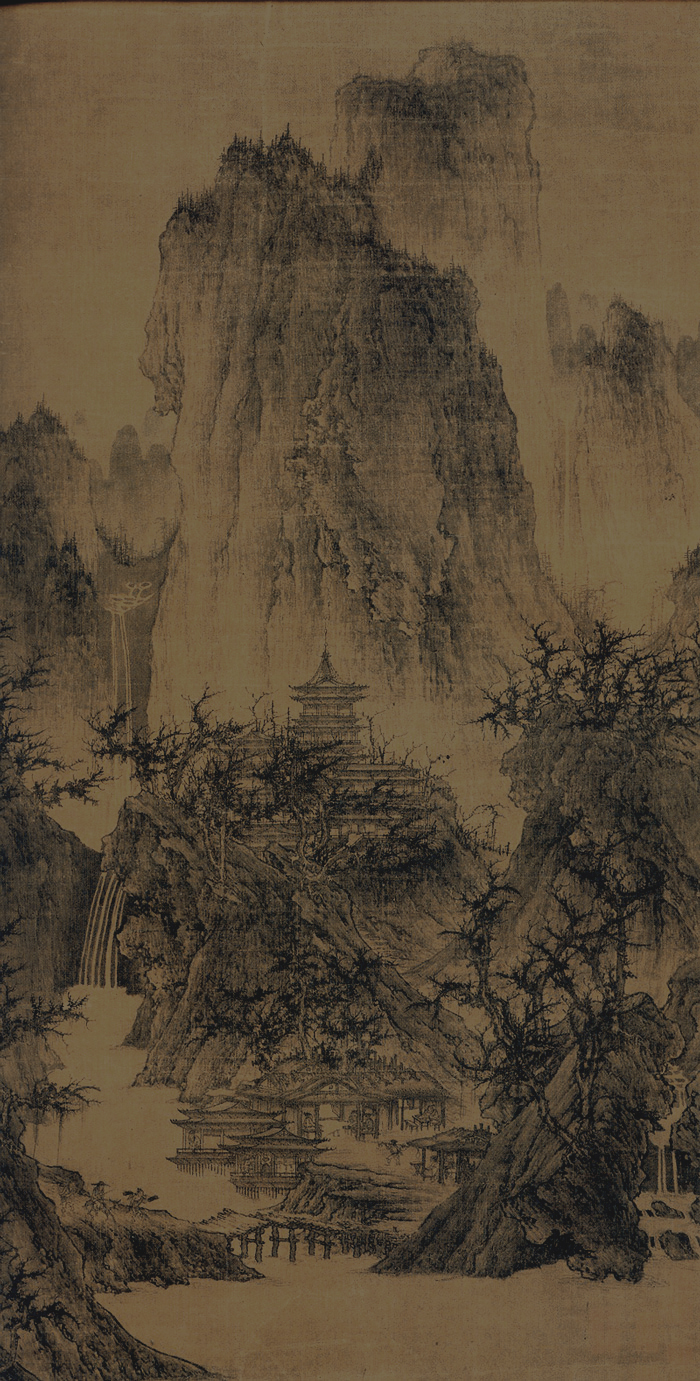

Li Cheng (en chino, 李成; pinyin, Lǐ Chéng; Wade-Giles, Li Ch'eng; 919-967), Nombre de cortesía Xiánxī (咸熙), fue un pintor chino originario de Qingzhou (en la actualidad parte de Weifang, Shandong) activo en el periodo de las Cinco Dinastías y en el de la dinastía Song.  

Bosque exuberante entre picos lejanos, detalle, (Museo de Liaoning).

Li Cheng, junto a  Fan Kuan y Guan Tong fueron conocidos como los "tres grandes artistas rivales". Realizó muchas pinturas de paisajes con tinta siguiendo el método conocido como "el tratamiento de la tinta como el oro", lo que confiere a sus obras la  apariencia de envolver al espectador en medio de un sueño brumoso. En su momento, fue considerado el mejor pintor de paisajes de todos los tiempos. Era conocido por haber llevado a cabo un diálogo artístico con Wu Dao Xuan a través de sus respectivos cuadros. Li Cheng representa principalmente paisajes de la zona de Shandong en sus pinturas.

## Aproximación a la pintura china
Los primeros vestigios de pintura en China se encuentran en la decoración de cerámica y en restos de chozas de paja de la época neolítica. Hace unos 2500 años, bajo la dinastía Zhou, el uso de la tinta y el pincel está ya tan desarrollado que la disposición fundamental de las formas no ha cambiado desde entonces. En los primeros días de la pintura china, la representación realista de la materia es una meta artística importante. Han Fei (280?. -233 AC.), pensador del período de Estados Combatientes sostiene que los sujetos más fáciles de pintar son los fantasmas y demonios porque era imposible de comparar el parecido con la realidad. Una cierta madurez estilística se desarrolla sucesivamente para lograr la semejanza realista.

## Presencia en los museos
- Boston, museo de Bellas Artes:
  - Viajeros en las colinas cubiertas de nieve.
- Kansas City (Nelson-Atkins Museum of Art):
  - Templo budista entre las montañasa.
- Kansas City (Nelson-Atkins Museum of Art):
  - Templo solitario en el corazón de picos nevados, 111,4x56 cm.
- Osaka (mun. Art Mus.):
  - La lectura de la estela.
- Shenyang (Museo provincial de Liaoning):
  - Bosques densos y picos distantes, 45,4x141,8 cm.
- Taipéi (Nat. Palace Mus.):
  - Bosque invernal.
  - Pez en un río invernal.